# Садат Уро-Акоріко
Садат Уро-Акоріко (фр. Sadat Ouro-Akoriko, нар. 1 лютого 1988) — тоголезький футболіст, захисник клубу АСКО (Кара) та національної збірної Того.

## Клубна кар'єра
У дорослому футболі дебютував 2009 року виступами за команду «Етуаль Філант», в якій провів два сезони.
Згодом протягом 2011—2015 років грав у ПАР за «Фрі Стейт Старз» та «АмаЗулу».
У 2015—2017 роках провів по сезону в саудівських «Аль-Фейсалі» та «Аль-Халіджі».
2017 року повернувся до південноафриканського «АмаЗулу», кольори якого захищав ще протягом двох сезонів, після чого приєднався до кувейтської «Казми».
2020 року повернувся на батьківщину, де на правах вільного агента став гравцем клубу АСКО (Кара), у складі якого наступного року виграв футбольну першість Того.

## Виступи за збірну
2010 року дебютував в офіційних матчах у складі національної збірної Того.
У складі збірної був учасником Кубка африканських націй 2013 в ПАР, де брав участь в одній грі, та Кубка африканських націй 2017 в Габоні, де виходив на поле в усіх трьох матчах групового етапу, який тоголезці не подолали.